# 西拉沐沦苏木
西拉沐沦苏木，是中华人民共和国内蒙古自治区赤峰市巴林右旗下辖的一个乡镇级行政单位。

## 行政区划
西拉沐沦苏木下辖以下地区：
苏吉嘎查、锡热嘎查、浩亚尔乌苏嘎查、哈日杰嘎查、胡日哈嘎查、哈日根图嘎查、马宗山村、达林台嘎查、沙布嘎嘎查、益和诺尔嘎查、布敦花嘎查、家属村、一村、二村、高勒艾勒嘎查、巴彦塔拉嘎查、哈日巴召村、尚申毛都嘎查、迫毛都嘎查和跃进村。